# Straelen
Straelen är en stad i Kreis Kleve i Regierungsbezirk Düsseldorf i förbundslandet Nordrhein-Westfalen i Tyskland.